# Előjel
A két előjel a pluszjel (+) és a mínuszjel (−), melyek a matematikában a pozitív és a negatív fogalmát, valamint az összeadást és a kivonást mint műveletet jelölik. Használatukat emellett más területekre is kiterjesztették. A plusz és a mínusz szó a latinból ered; a plus és minus jelentése ’több’ és ’kevesebb’ (előbbi a multus ’sok’, utóbbi a parvus ’kicsi, kevés’ szuppletív semlegesnemű középfoka).

## Pluszjel
A pluszjel bináris operátor, amely összeadást fejez ki, például 2 + 3 = 5. Olyan unáris operátor is lehet, amely az operandusát változatlanul hagyja (vagyis +x ugyanazt jelenti, mint x). Erre a jelölésre akkor lehet szükség, ha egy szám pozitív voltát hangsúlyozzuk, elsősorban a negatív számokkal szembeállítva (+5 szemben −5-tel).
A pluszjel más műveleteket is jelölhet a szóban forgó matematikai rendszertől függően. Több algebrai struktúrában, például a vektortereknél és a mátrixgyűrűknél, van olyan művelet, amelyet összeadásnak neveznek, illetve azzal egyenértékű. Megállapodás szerint azonban a pluszjel csak kommutatív műveletekre használatos.
A jel kémiában, fizikában és más területeken használatos jelentését l. az Egyéb alkalmazásai alatt.

## Mínuszjel
A mínuszjelnek (amely nem tévesztendő össze a kötőjellel és a nagykötőjellel) a matematikában három fő használati köre van:
1. A kivonás mint művelet: bináris operátor, amely a kivonás műveletét jelöli, például 5 − 3 = 2. A kivonás az összeadás inverze.[2]
2. Az a függvény, amelynek értéke bármely valós vagy komplex argumentum esetén annak additív inverze. Ha például x = 3, akkor −x = −3, ha azonban x = −3, akkor −x = +3. Hasonlóképpen −(−x) = x.
3. Számkonstans előjele. Ha közvetlenül egy előjel nélküli szám előtt áll, akkor ezek együttese egy negatív számot nevez meg, mégpedig annak a pozitív számnak az additív inverzét, amit a szám egyébként jelölne. E használat nyomán a ’−5’ ugyanúgy megnevez egy számot, ahogy a ’félkör’ szó egy geometriai alakzatot jelöl, azzal a megszorítással, hogy a ’fél-’ előtag nem használatos függvény neveként.

A legtöbb esetben nincs jelentősége a második vagy a harmadik jelentés különbségének: a −5 mindkét esetben ugyanaz a szám. Máskor viszont van köztük eltérés: az APL-ben emelt helyzetű mínuszjel ¯ (Unicode U+00AF)  használatos, ha előjelről, nem pedig függvényről van szó, hogy az APL értelmezője a ¯5 jelölést közvetlenül a −5 számként azonosíthassa, ahelyett hogy az 5 állandót a függvényként  használt (2. pont szerinti) mínuszjellel invertálná. Egyes tanárok fontosnak tartják felhívni diákjaik figyelmét arra, hogy a negatív számok önállóan megnevezhető létezők, ezért a negatív számokat emelt helyzetű jelekkel tüntetik fel. A hétköznapi nyelvben mindhárom értelemben használjuk a „mínusz” szót, noha a bináris operátort a „‑ból/‑ből” és a „kivonás” is jelölheti.
A matematikában és a legtöbb programozási nyelvben a műveletek sorrendjéből az következik, hogy a −52 eredménye −25: a hatványozás megelőzi az unáris mínuszt, ami ugyanakkor megelőzi a szorzást és az osztást. Egyes programozási nyelvekben (mégpedig az Excel esetén) azonban az unáris művelet kerül sorra legelőször, így ilyenkor −5^2 eredménye 25, a 0−5^2 pedig −25-öt ad eredményül.
A pluszjelhez hasonlóan a mínuszjel is használatos a fizikában, a kémiában és más területeken, l. alább.

## Egyéb alkalmazásai

### A matematikában
Az x→a+ egyoldali korlát azt jelenti, hogy x jobbról közelíti a-t, az x→a− jelentése pedig az, hogy x balról közelíti a-t. Ennek alapján 1/x→+{\displaystyle \infty }, amennyiben x→0+, azonban 1/x→−{\displaystyle \infty }, amennyiben x→0−.
Egyes általános iskolai matematikatanárok a számok elé emelt helyzetű plusz- és mínuszjelet írnak a pozitív vagy negatív szám jelölésére. Ha például 3-ból kivonunk −5-öt, az így jelölhető:
3 − −5 eredménye 3 + 5 = 8,
vagy akár:
+3 − −5 eredménye +3 + +5 = +8.
Ezzel ekvivalens jelölés, ha az előjel és a kifejezés köré zárójelet helyezünk:
a − (−b) = a + b.

### Természettudományokban
A fizikában a két különböző elektromos töltés jelölésére Georg Christoph Lichtenberg vezette be a plusz- és mínuszjelet.
A kémiában a felső indexbe írt plusz- és mínuszjel pozitív és negatív töltésű iont jelöl (pl. NH+4). 1‑nél nagyobb töltés esetén az ezt jelölő szám az előjel előtt áll (pl. SO2−4).
A vércsoportnál az Rh-faktor meglétét vagy hiányát gyakran plusszal, illetve mínusszal jelölik. Az A+ például olyan A vércsoportot jelöl, amelyben jelen van az Rh-faktor, a B− pedig olyan B vércsoportot, amelyben nincs jelen.
Növénynevekben a pluszjel oltványkimérát jelöl.

### A nyelvészetben
A nemzetközi fonetikai ábécé szerint a felső indexben lévő plusz- és mínuszjel (mint mellékjel) előrébb vagy hátrébb képzett beszédhangot jelöl (például a magyarban a „kí” vagy „kú” hangsorban szereplő, előrébb vagy hátrébb ejtett [k] hang relatív képzéshelyét).
Az etimológiában időnként felső indexbe írt pluszjel + áll a csillag helyett, nem adatolt rekonstrukciót jelölve.
A mínuszjel egyes afrikai nyelvek lejegyzésében is használatos. Az ezt jelölő Unicode-karakter (U+02D7) különbözik a matematikai mínuszjeltől.

### Más területeken
A zenében a pluszjel a bővített hármashangzatot jelölheti, bár nem általános érvénnyel (az ilyen akkordoknak más jelölése is van). A pluszjelet olykor felső indexbe írják.
A sakkjátszmák algebrai lejegyzésében a pluszjel + olyan lépést jelöl, amely az ellenfelet sakkhelyzetbe hozza, a dupla pluszjel (++) pedig a kettős sakkot jelezheti. A plusz- és mínuszjelek együttese egy-egy lépés értékelésére is használatos (+/−, +/=, =/+, −/+).
Telefonszámok lejegyzésekor a pluszjel a nemzetközi híváshoz szükséges előhívószámot jelöli (például „00”).

## Karakterkódok
| Magyarul                      | Angolul                 | Karakter | Unicode | ASCII | URL részeként | HTML-kód                 |
| ----------------------------- | ----------------------- | -------- | ------- | ----- | ------------- | ------------------------ |
| pluszjel                      | plus                    | +        | U+002B  | &#43; | %2B           | &plus;                   |
| mínuszjel                     | minus                   | −        | U+2212  |       | %E2%88%92     | &minus; &#x2212; &#8722; |
| kötőjel-mínusz                | hyphen-minus            | -        | U+002D  | &#45; | %2D           |                          |
| „kiskötőjel”, „rövid kötőjel” | small hyphen-minus      | ﹣       | U+FE63  |       | %EF%B9%A3     | &#xfe63; &#65123;        |
| teljes szélességű pluszjel    | full-width plus         | ＋       | U+FF0B  |       | %EF%BC%8B     | &#xff0b; &#65291;        |
| teljes szélességű mínuszjel   | full-width hyphen-minus | －       | U+FF0D  |       | %EF%BC%8D     | &#xff0d; &#65293;        |

A mínuszjel eredeti alakja az ASCII-ben a kötőjel -, amely egyben elválasztójel is (nem azonos az elválasztójellel, ‐, U+2010). Ez a pluszjelnél rendszerint keskenyebb, és a pluszjel vízszintes eleménél lejjebb van: +−-. A tényleges mínuszjelet helyettesítheti olyankor, ha a karakterkódolás ASCII-re korlátozódik. Ez a legtöbb programozási nyelvben így van, mivel az ASCII elérhető a legtöbb karakterkódolás részeként, az U+2212 viszont a Unicode részét képezi. (Az U+2212 mínuszjelet sok más számításra használt program sem fogadja el; az Excelben például nem ad eredményt az =3−2 karaktersor, illetve a Windows számológépében a 3−2=.)
Mivel a mínuszjel számos billentyűzetkiosztáson nem érhető el, gyakran a hasonló U+2013 nagykötőjelet (en dash) írják helyette, bár matematikai témában ezt nem javasolt.

## Fordítás
- Ez a szócikk részben vagy egészben  a   Plus and minus signs című angol Wikipédia-szócikk ezen változatának fordításán alapul.  Az eredeti cikk szerkesztőit annak laptörténete sorolja fel. Ez a jelzés csupán a megfogalmazás eredetét és a szerzői jogokat jelzi, nem szolgál a cikkben szereplő információk forrásmegjelöléseként.